# Burg Hiltpoltstein

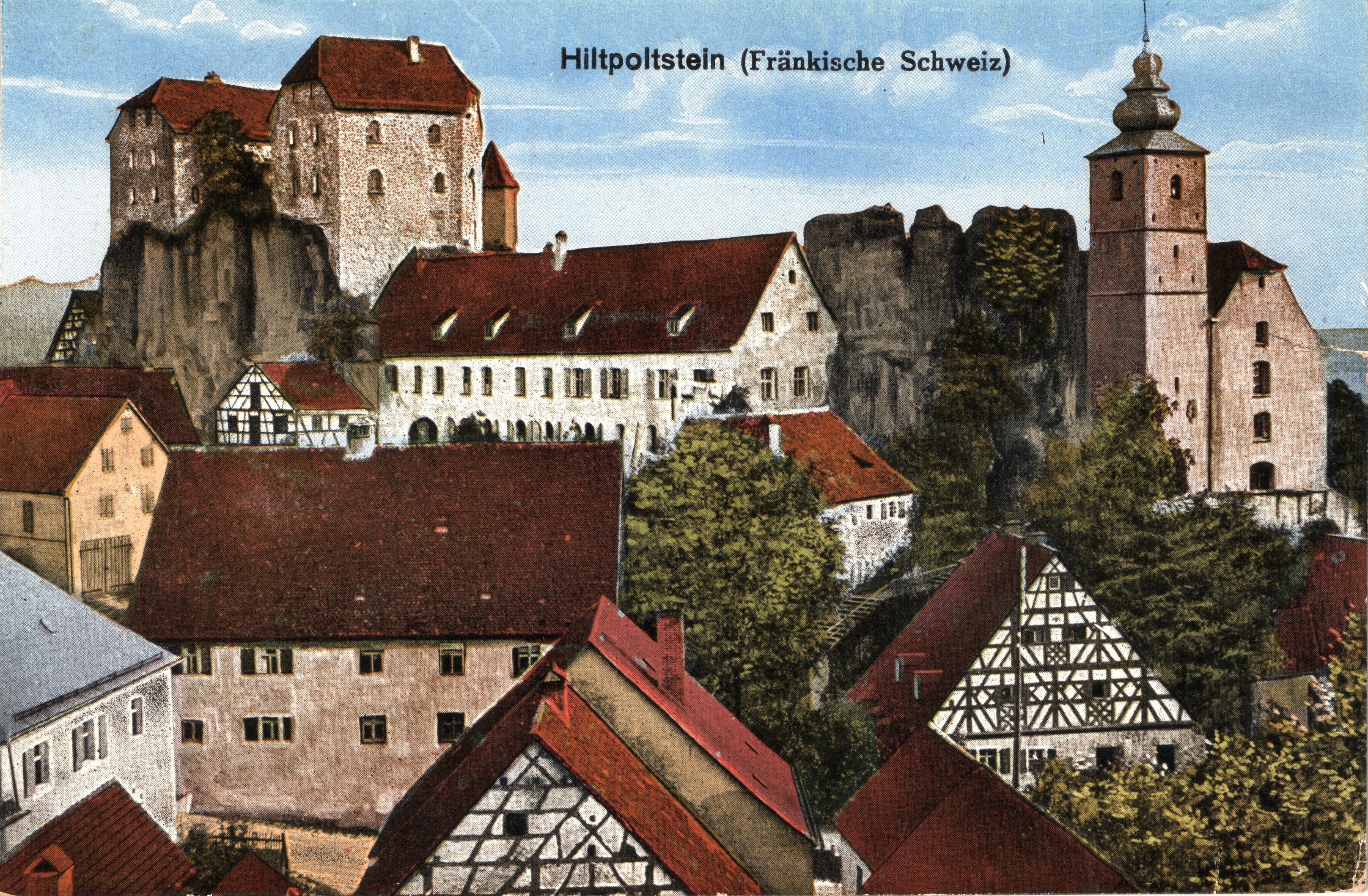
Ort und Burg Hiltpoltstein

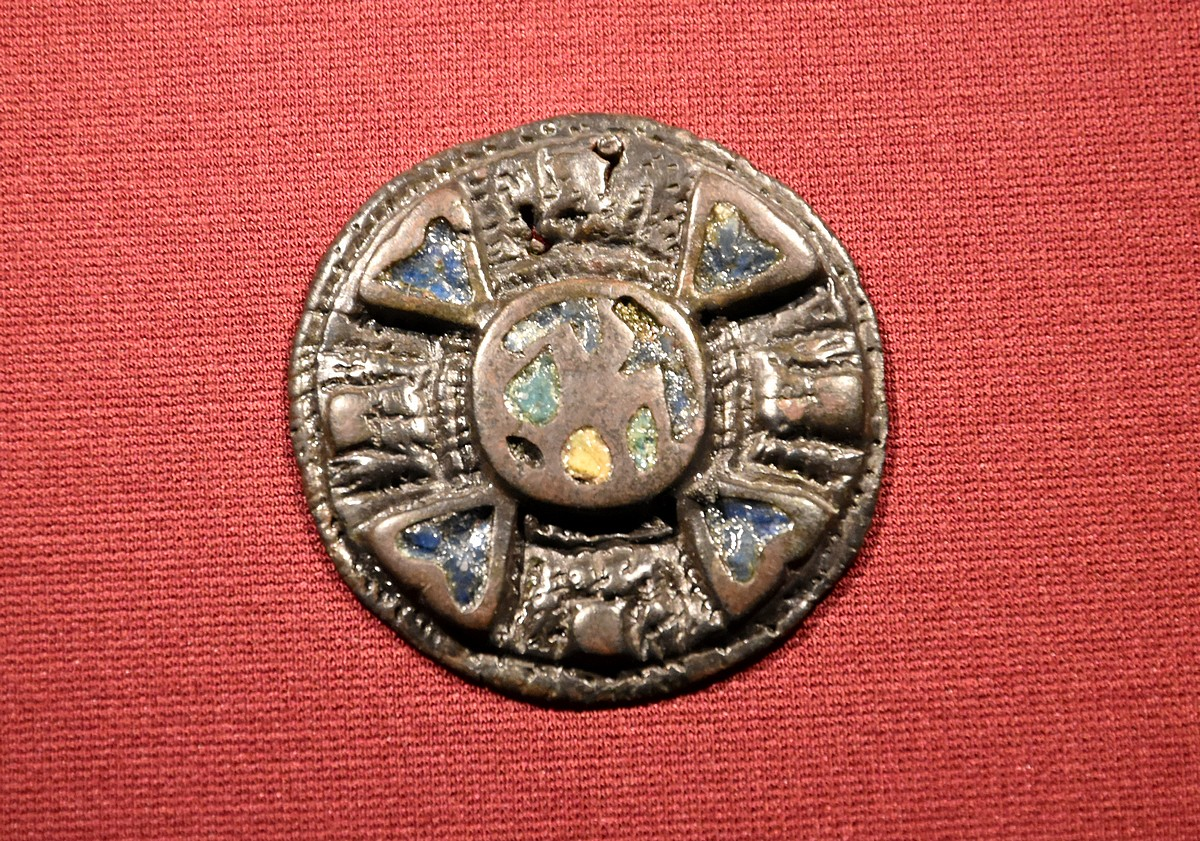
Spätottonische Scheibenfibel mit Emaileinlagen.

Burg Hiltpoltstein ist im Kern eine hochmittelalterliche Adelsburg aus dem 11. oder 12. Jahrhundert, die in der Ortsmitte des Marktes Hiltpoltstein im oberfränkischen Landkreis Forchheim in Bayern steht. Die heutige Gestalt der dreiflügeligen Anlage geht auf Erneuerungen am Ende des 16. Jahrhunderts zurück.

## Lage
Die Gipfelburg steht auf einem Dolomitfelsen (530 m ü. NHN) und bildet den Kern der Ortschaft Hiltpoltstein (518 m ü. NHN). Bei dem etwa 20 Meter aufragenden Felsen handelt es sich – wie meist in der Fränkischen Schweiz – um Reste eines fossilen Schwammriffs aus dem Weißen Jura. In der Nähe befinden sich weitere Gipfelburgen, die auf exponierten Felsen gebaut sind: in östlicher Richtung die Burgruine Wildenfels und der Burgstall Strahlenfels, nordöstlich die Burgruine Stierberg, im Norden die Burgruine Wolfsberg und Burg Egloffstein.

## Architektur der Burganlage

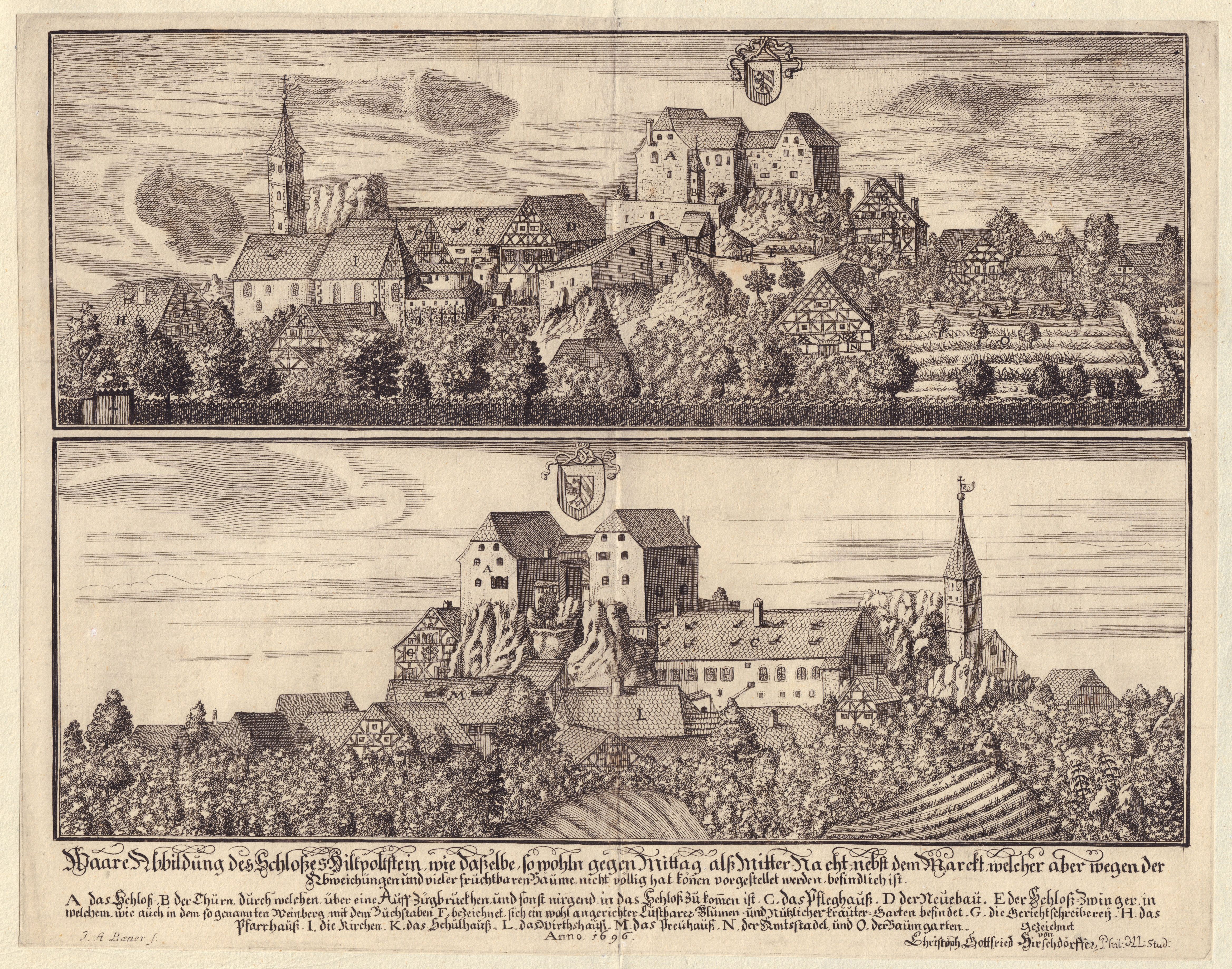
Kupferstich, Johann Alexander Böner, 1696

Unterhalb der Burg steht auf einem Plateau das Pflegschloss (Nordflügel, Am Schlosshof 4, gebaut im Jahre 1622), in dem sich bis ins Jahr 1806 die Amts- und Gerichtsräume des Pflegamtes Hiltpoltstein befanden. Der Innenhof wird durch die Tordurchfahrt betreten, hierbei zeigt sich ein zweiter, dem Burgfelsen vorgelagerter Ostflügel. Dieser „Neuebau“ (vgl. Kupferstich von Johann Alexander Böner) mit Südgiebel wurde in der zweiten Hälfte des 17. Jahrhunderts angefügt, dort befand sich im ersten Obergeschoss die Wohnung des Pflegers. Das gegenüber liegende Haus mit Satteldach aus dem frühen 17. Jahrhundert (Am Schlosshof 6) wurde auf einem Kupferstich irrtümlich als „Neues Schloss“ bezeichnet, diesen Beinamen hat jedoch das Pflegschloss als Pendant zum „Alten Schloss“ (der mittelalterlichen Burg). Nach Südwesten war der Schlosshof durch einen niedrigen Anbau am Chor der Matthäuskirche begrenzt. Auf Kupferstichen von 1696 und 1699 ist die südliche Umfriedung des Kirch- und Schlosshofs aus der Zeit des Dreißigjährigen Krieges zu erkennen. Später wurde diese Ummauerung entfernt, seit dem 19. Jahrhundert steht hier ein Wohnhaus (Am Schlosshof 8).
Der einzige Weg zur Burg führt durch das Tor im Neubau des Pflegschlosses. Ein Durchgang, der nach Süden hin mehrere Schießscharten und Rauchabzugslöcher aufweist, führt rechterhand ebenerdig zum Marstall. Das nach Süden ausgerichtete Gebäude mit Walmdach wurde zuletzt 1712 umgebaut, wovon die Jahreszahl über dem Eingang zeugt. Die Halle für Pferde und Kutschen ist mit einem Kreuzgratgewölbe mit Rahmenstuck ausgestattet. Der in gerader Richtung beginnende Aufstieg zur Burg führt nach dem ersten Treppenabsatz auf eine ebene Fläche. Von dort führt ein Abgang zum etwas tiefer gelegenen Zwinger, während sich der Burgaufstieg nach links über weitere Treppenstufen fortsetzt.
Die Gipfelburg lässt sich nur über einen sechseckigen Treppenturm erreichen, der nach 1595 errichtet wurde. Eine 35-stufige Wendeltreppe im Turm endete bis etwa zum Jahr 1800 an einer Zugbrücke, die den Treppenturm oben mit dem Südflügel der Burg verband. Als die Zugbrücke wegen Baufälligkeit unpassierbar war, wurde 1807 ein fester hölzernen Laufsteg eingerichtet. Dieser verbindet bis heute Treppenturm und Südflügel, an den Seiten sind noch die Laufrinnen der Ketten von der vormaligen Zugbrücke zu erkennen.
Die dreiflügelige Anlage zeigt auf der offenen Nordseite die Giebel von Ost- und Westflügel mit einem Hof. Der Südflügel bildet mit Ost- und Westflügel eine geschlossene Außenmauer. Bis auf welche Höhe die staufischen Grundmauern unverändert erhalten geblieben sind, ist bislang nicht erforscht. Das Kreuzgratgewölbe der ehemaligen Burgkapelle, im Südflügel ebenerdig auf Höhe des Burghofes weist auf den Ausbau dieses Burgteils im 15. Jahrhundert hin. Das Gewölbe umfasst den Durchgang vom Treppenturm in den Hof und den heutigen, durch eine später eingezogene Zwischenmauer verkleinerten Kapellenraum.
Ein Zustandsbericht von 1553 erwähnt drei Kemenaten in der Burg. Die heutige Gestalt von Ost- und Westflügel mit Halbwalmdächern geht auf Erneuerungen um 1595 zurück. Die Innenräume wurden danach wiederholt dem Zeitgeschmack angepasst, so sind 1728 florale Ausmalungen des Saals im Ostflügel erfolgt.
Im nach Norden offenen Hof befinden sich die Fundamente des achteckigen Bergfrieds mit etwa 9,30 Meter Durchmesser. Der 1595 gebaute Turm brannte bereits im Jahre 1611 durch einen Blitzschlag vollständig aus und wurde daraufhin bis auf Höhe einer Verbindung zum ersten Geschoss des Ostflügels abgetragen. Der verbliebene, zunächst noch eingeschossige Stumpf ist auf einer Federzeichnung aus der Zeit des Dreißigjährigen Krieges überliefert. Später verfiel er weiter. Die verbliebenen Mauersteine des Turms wurden bei der Sanierung in den 1960er Jahren auf etwa einen Meter Höhe wieder errichtet. Ein ebenfalls etwa ein Meter hoher Schacht im Hof, unterhalb der Dachtraufe zwischen Süd- und Westflügel, diente als Einlauf des Regenwassers in die Zisterne, die durch einen großen Hohlraum im Burgfels gebildet wird. Das Baugutachten von 1807 erwähnt, dass die Zisterne noch in der Zeit um 1800 als Trinkwasserspeicher von Bedeutung war. Seit dem Verfall der Burg in der ersten Hälfte des 19. Jahrhunderts ist die Zisterne mit Schutt verfüllt, der bis heute nicht ausgeräumt wurde.

## Geschichte der Burg

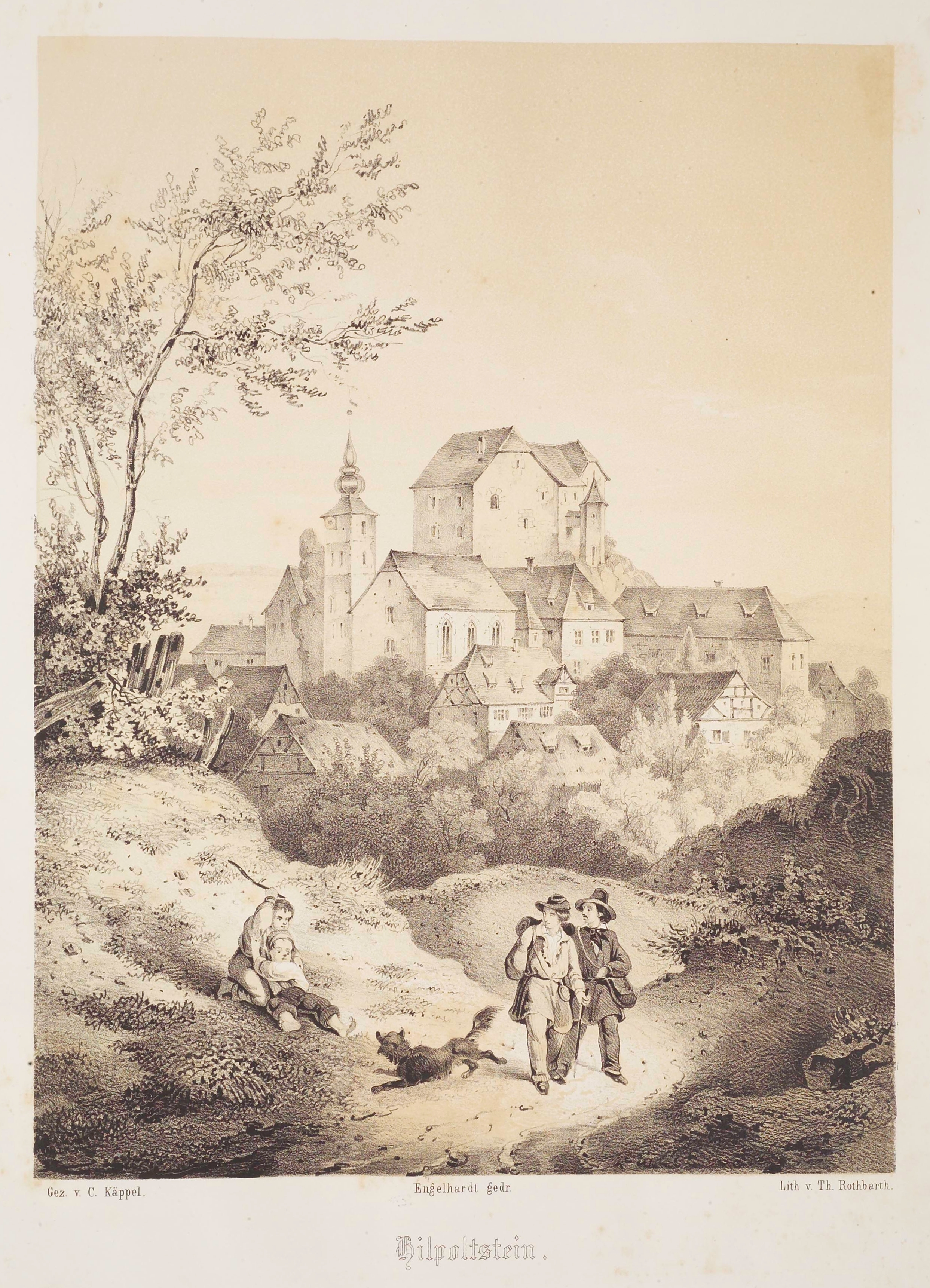
Markt und Burg Hiltpoltstein, Lithografie (um 1840) von Theodor Rothbarth nach einer Zeichnung von Carl Käppel

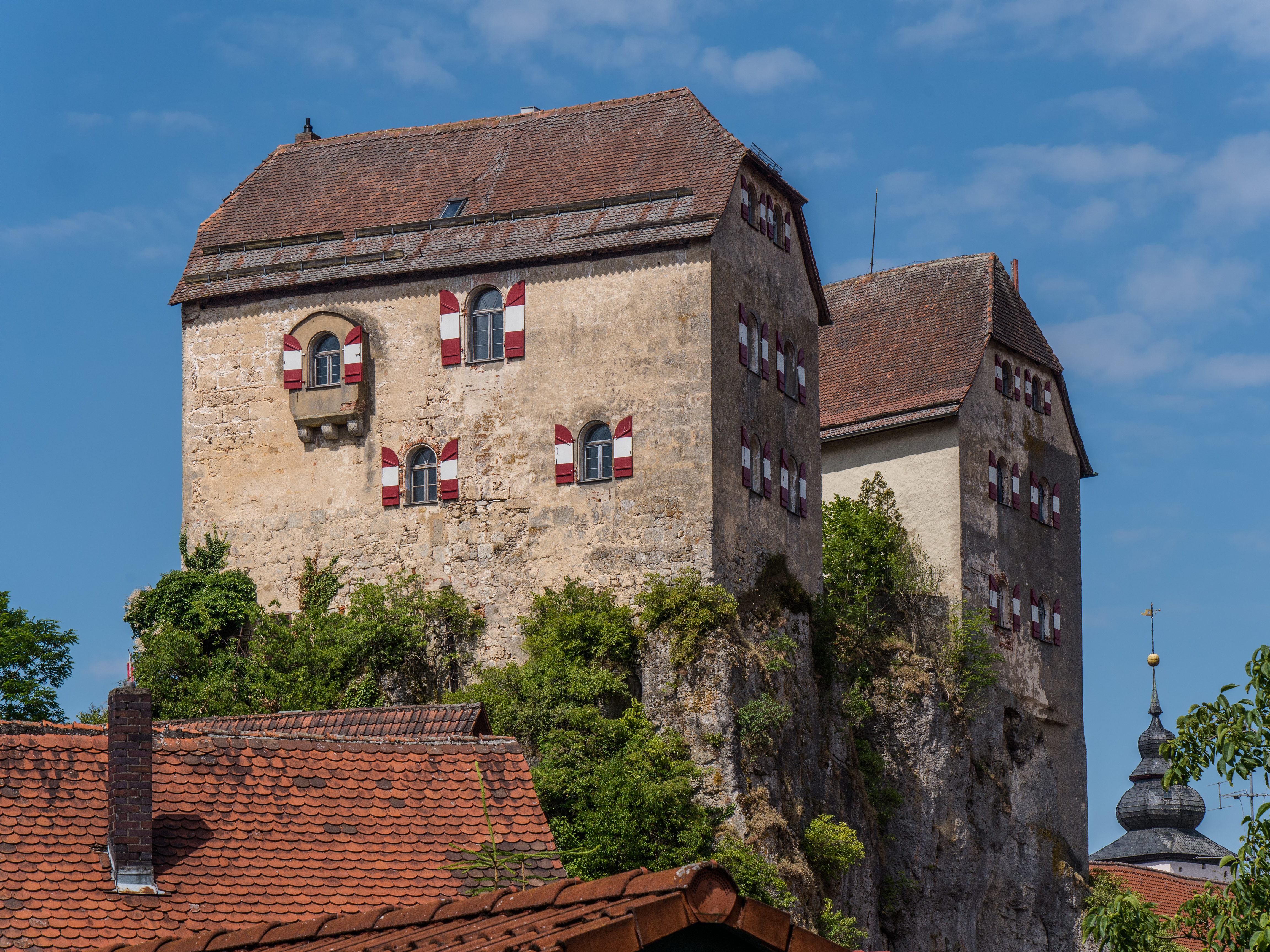
Burg Hiltpoltstein

### Archäologie und baugeschichtliche Forschungen
Über die Bebauung des Burgfelsens gibt es bislang keine Hinweise vor der ersten authentischen Nennung Hiltpoltsteins in der Urkunde von 1139. Es gibt jedoch einen älteren Bodenfund: Bei der Sanierung der Burg Ende der 1960er Jahre wurde eine spätottonische Scheibenfibel aus Bronze gefunden, die stilistisch in das ausgehende 10. oder frühe 11. Jahrhundert datiert. Sie entstammt mit hoher Wahrscheinlichkeit der Werkstatt des Egbert von Trier. Da die Verzierung der Fibel mit dem Beginn der Salierzeit (ab 1024) schnell aus der Mode kam, erfolgte ihre Einlagerung auf dem Plateau des Zwingers vermutlich bis etwa zu dieser Zeit. Die Fibel ist heute Teil der Dauerausstellung im Fränkische Schweiz-Museum in Tüchersfeld. Der Fund lässt jedoch keine Schlussfolgerung einer Bebauung zu, zumal andere Siedlungsgegenstände wie Tonscherben aus dieser Zeit fehlen. Tausende von Tonscherben, die bei der Sanierung in den 1960er Jahren im Hof und den Bodenschichten des Zwingers geborgen wurden, stammen zum kleineren Teil aus dem Spätmittelalter (ca. 1250 bis 1500), zum Großteil jedoch aus der Gründungszeit des nürnbergischen Pflegamtes, das heißt aus der ersten Hälfte des 16. Jahrhunderts. Hochmittelalterliche Töpferware ist hingegen nur mit einzelnen Scherben vertreten, wovon die frühesten aus der ersten Hälfte des 12. Jahrhunderts stammen. Sicher belegt ist die Befestigung damit erst zur Zeit der Staufer. Baugeschichtliche beziehungsweise radiometrische Untersuchungen der Grundmauern gibt es bislang nicht, als dass sie zu anderen Aussagen führen könnten.

### Hochmittelalter und frühes Spätmittelalter (11.–14. Jahrhundert)
Das erste Erscheinen von Burg und Ort Hiltpoltstein steht mit dem um das Jahr 1100 gegründeten Kloster Weißenohe in Verbindung, da die Burg als Sitz des zugehörigen Vogtes angenommen wird. Eine Abschrift der Päpstlichen Bulle von Papst Paschalis II. zu den Besitztümern des Klosters Weißenohe stammt aus dem Jahre 1109. Sie befindet sich heute in der Bayerischen Staatsbibliothek. Erst zwei um 1150 erstellte Abschriften in den Archiven Bamberg und Amberg enthalten in der Auflistung der klösterlichen Besitztümer auch die neuen Erwerbungen bis zum Zeitpunkt der Abschrift, darunter „Hilteboldesdorf cum castro“ (wörtlich: Hiltpoldsdorf mit Burg). Dennoch besteht die Möglichkeit, dass die Burg Hiltpoltstein bereits vorher bestand, aber erst nach 1109 in den Besitz von Kloster Weißenohe gelangt ist. Die in Amberg erhaltene Urkunde enthält eine nachgeahmte päpstliche Unterschrift mit dem originalen päpstlichen Siegel.

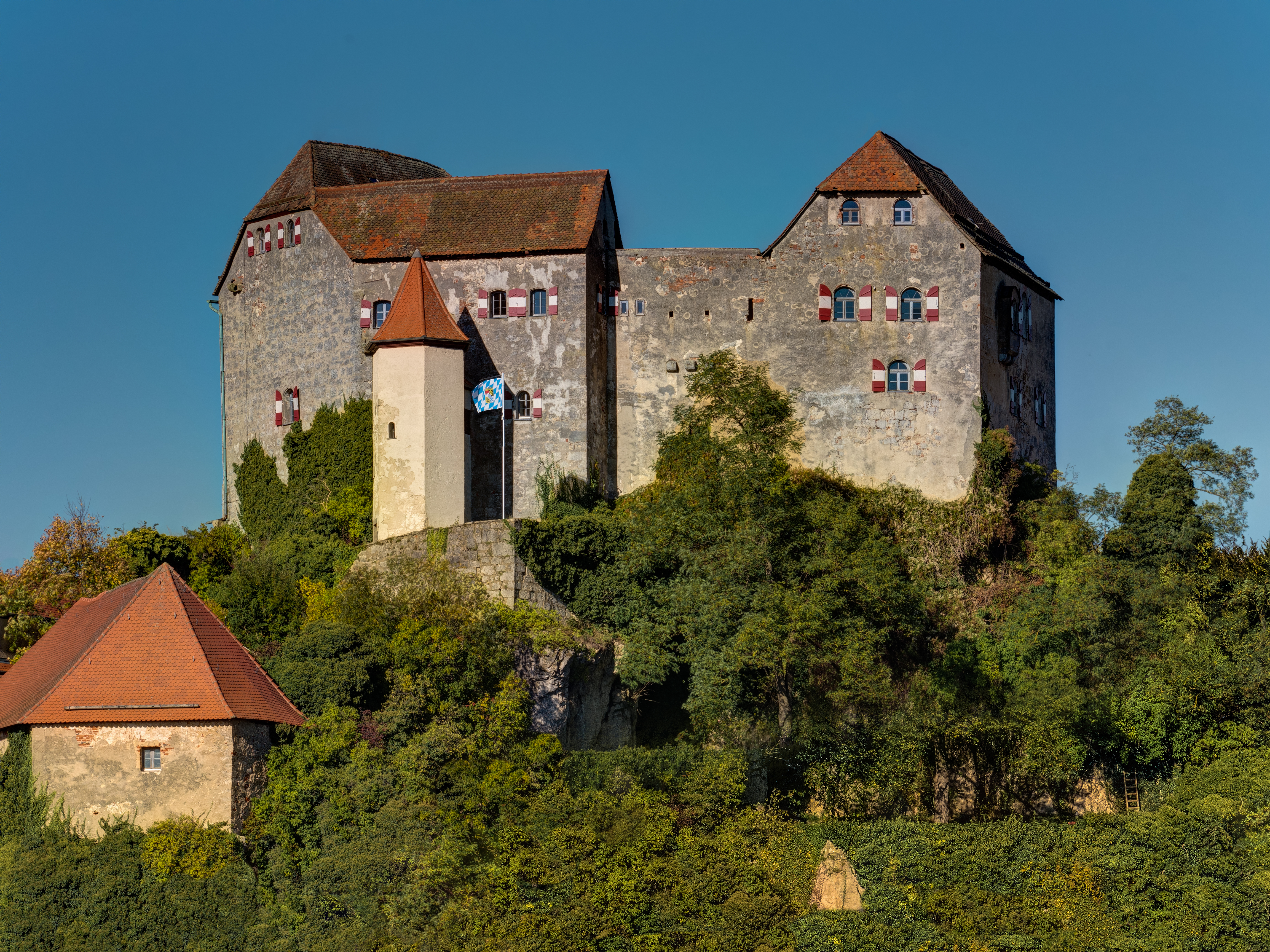

Der Ortsname ist erstmals 1139 mit der Erwähnung von „Odalricus quidam de Hilteboldestein“ („ein gewisser Ulrich von Hiltpoltstein“) in einer Urkunde des Bamberger Klosters Michelsberg verbürgt. Der Ministeriale Hiltpold in Verbindung mit dem „Stein“ steht dabei für einen befestigten Amtssitz. Das Reichsministerialengeschlecht von Hiltpoltstein-Rothenberg mit dem Leitnamen „Hiltpold“ wird in zahlreichen weiteren Urkunden bis zum Ende des 13. Jahrhunderts genannt. Zwischen 1246 und 1276 werden die drei von ihm verwalteten Herrensitze in Lauf (Wenzelschloss), die Burg auf dem „Alten Rothenberg“ und Burg Hiltpoltstein wechselnd als Namenszusatz geführt. So nennt sich der Ministeriale 1251 „Hilteboldus de Hilteboldestein“ und schon 1254 „Hiltepoldus de Rotenberge“. Der letzte Stauferkaiser Konradin übertrug die Lehens- und Erbgüter im Nordgau für den Fall des Todes an den bayerischen Herzog Ludwig den Strengen. Dadurch gelangte der Ort 1268 in das Eigentum der Wittelsbacher, die aber weiterhin dieselben Ministerialen einsetzten. Das Geschlecht Hiltpoltstein-Rothenberg ging erst am Ende des 13. Jahrhunderts durch Heirat der Tochter des letzten Hiltpold mit Dietrich von Wildenstein in dessen Linie auf. Dieser ließ sich zunächst noch auf der alten Burg Rothenberg nieder, bevor er im ersten Drittel des 14. Jahrhunderts die Festung Rothenberg bei Schnaittach bauen ließ.
Mit der Aufgabe als Stammsitz verliert sich zum Ende des 13. Jahrhunderts für einige Jahre die Spur der Burgherren von Hiltpoltstein. Ein gemeinsamer Pfandbesitz mit Burg Winterstein ist jedoch aufgrund eines neu erscheinenden Leitnamens Neidung anzunehmen. So wurde 1305 ein „Nendunch von Hilpolstein“ erwähnt, 1326 als „Neydungk von Winterstein“. Als Kaiser Ludwig der Bayer 1329 im Hausvertrag von Pavia das Wittelsbacher Gut mit den Erben seines Bruders teilte, fiel Hiltpoltstein an Pfalzgraf Ruprecht und damit an die Kurpfalz.

### Unter böhmischer Herrschaft (1353–1503)
Am 29. Oktober 1353 wurde ein Kaufvertrag zwischen dem finanziell klammen Pfalzgraf Ruprecht und dem böhmischen König Karl IV. geschlossen, durch den Hiltpoltstein zusammen mit Sulzbach, Rosenberg, Hartenstein, Neidstein, Thurndorf, Hohenstein, Lichteneck, Lauf, Eschenbach, Hersbruck, Auerbach, Velden, Pegnitz und Plech an das Königreich Böhmen verkauft wurde. Der Gesamtpreis für diese Ortschaften betrug 12.000 Mark Silber. Kurz nach der böhmischen Besitznahme wurde auf der Burg ein Pflegamt mit Hochgericht errichtet, das zunächst Sulzbach und ab 1373 dem Landgericht Auerbach unterstand. Neben Erlangen war Hiltpoltstein damit in der zweiten Hälfte des 14. Jahrhunderts einer der nordwestlichsten Orte der böhmischen Krone (sog. Neuböhmen). Der Ort wird im Böhmischen Böhmischen Salbüchlein von 1366/68 in der Schreibweise „Hilpoldstein“ geführt.
In der Nachfolge Karls IV. verpfändete König Wenzel die Burg im Jahre 1397 den ursprünglich aus Böhmen stammenden Bergbau-Unternehmern Herdegen und Peter Valzner. Die betuchten Brüder wurden 1403 zu Nürnberger Patriziern erhoben. Der Preis betrug 1000 Schock Prager Groschen, das entsprach bei einem Silbergehalt von 12 Lot Feinsilber etwa zwei Zentnern Silber. Außerdem wurden vom Eigentümer, der böhmischen Krone, auf den Pfandbrief 400 Gulden für den Ausbau der Burg gewährt. Während die meisten neuböhmischen Besitztümer um 1400 wieder an die Kurpfalz abgetreten wurden, blieb Hiltpoltstein infolge des Pfandbriefes weiter unter böhmischer Hoheit und offenes Haus der böhmischen Könige. Friedrich von Seckendorff, Vertreter eines fränkischen Rittergeschlechts, kam 1408 durch Heirat mit Regina Valzner, Tochter des Peter Valzner, in den Pfandbesitz von Ort und Burg, die sie als Mitgift in die Ehe brachte. Im Jahre 1417 erhielt dessen Vater Friedrich von Seckendorff, Hofmeister des Nürnberger Burggrafen, von König Sigismund das Marktrecht für das Dorf „zum Hipoltzstain“ und das Privileg zur Befestigung. Den Besitz erbte 1432 sein ältester Sohn Friedrich, der zunächst Vormund seines jüngeren Bruders Hans von Seckendorff war. Hiltpoltstein erlebte im Ersten Markgrafenkrieg im Mai 1449 zweimal Plünderungen. Am 22. Juli 1449 raubten Nürnbergische Truppen rund 1200 Stück Vieh und brannten das gesamte Dorf nieder, nur die Burg blieb verschont. Die Seckendorffer lebten spätestens seit dieser Zeit wieder überwiegend in Nürnberg und setzten vor Ort Vögte ein. Hans von Seckendorff war Landrichter in Nürnberg. 1460 trat er den Pfandbesitz wieder an den Bruder Friedrich ab. Dessen Sohn Friedrich erbte die Burg im Jahre 1483.

### Reichsstädtische Zeit (1503–1806)

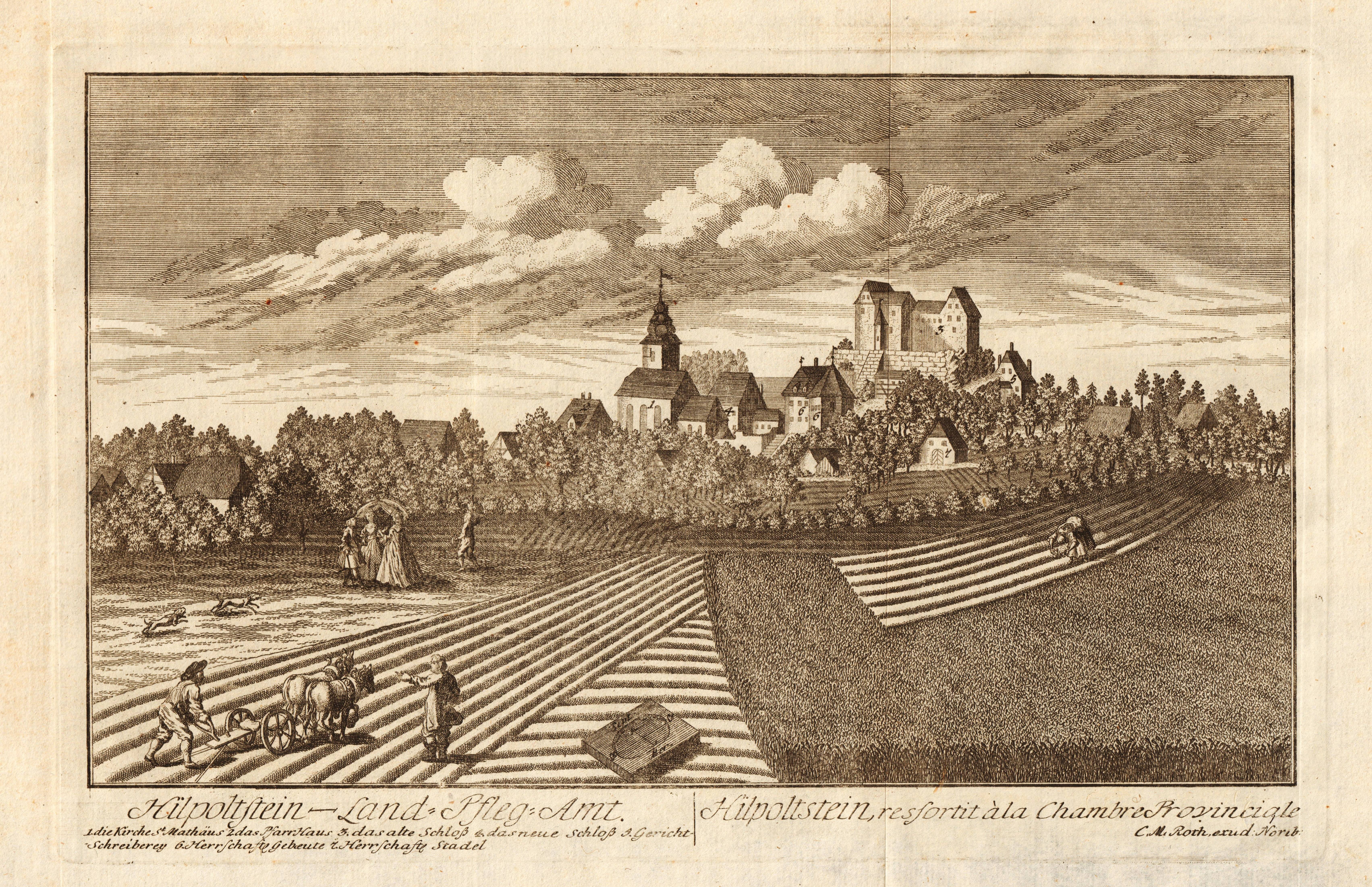
Kupferstich von C.M. Roth nach Zeichnung M.G. Lampferdtinger, 1759

In Voraussicht bayerisch-pfälzischer Erbstreitigkeiten löste Puta von Schwihau und Riesenberg, höchster Richter des Königreichs Böhmen, im Juni 1503 die Burg im Auftrag von König Vladislav II. für 3600 Rheinische Gulden bei Fritz von Seckendorff aus. Gleichzeitig nahm er Verhandlungen mit der Reichsstadt Nürnberg auf, die zur Arrondierung ihrer Ländereien an der Übernahme Hiltpoltsteins interessiert war. Im Gegensatz zu pfälzischen Orten, wie Hersbruck, Lauf und Altdorf, die im kurz bevorstehenden Landshuter Erbfolgekrieg erobert bzw. an die Reichsstadt Nürnberg im Kölner Schiedsspruch abgetreten wurden, musste Hiltpoltstein per Pfandbrief erworben werden. Dieser wurde am Gallustag 1503 in Raudnitz ausgestellt, der Preis betrug 6000 Rheinische Gulden. Die Burg wurde daraufhin Sitz eines Nürnberger Pflegamtes Hiltpoltstein, blieb jedoch formal weiter unter böhmischer Hoheit, wozu das Öffnungsrecht durch den böhmischen König sowie die jederzeit mögliche Auslösung des Pfandbriefes gehörten. Die Reichsstadt war an diesem strategisch wichtigen Amtssitz trotz des frei widerrufbaren Besitzes interessiert und investierte weitere 2000 Gulden in den Ausbau der Burg. Daher erhöhte König Ladislaus von Böhmen den Pfandbrief um ebendiese Summe, was am Sankt-Veits-Tag 1509 besiegelt wurde.
Seit 1513 sind die Jahresberichte der in Hiltpoltstein ansässigen Pfleger an die Reichsstadt Nürnberg überliefert. In den Jahren 1530–1531 wird von größeren Reparaturen berichtet. Schlecht dokumentiert ist die Frage, ob es bei der Belagerung des Ortes im Zweiten Markgrafenkrieg zu größeren Zerstörungen der Burg kam, da nur beträchtliche Schäden im umliegenden Ort festgehalten sind. Am 21. Mai 1552 wurde der Ort vom markgräflichen Kriegshauptmann Wilhelm von Stein eingenommen und vier Wochen später von reichsstädtischen Truppen unter Martin Schrimpf zurückerobert. Eine spätere Brandschatzung der Burg im Mai oder Juni 1553 wäre in Anbetracht zahlreicher Burgenzerstörungen im Umland durchaus plausibel. Dazu passt auch, dass für die Jahre nach dem Krieg die Geschäfte des Pflegers vom benachbarten reichsstädtischen Pflegamt Gräfenberg aus geführt wurden. Amtsrechnungen belegen erst für die 1560er Jahre wieder die Nutzung der Burg. Bei Schuttabgrabungen in den 1960er Jahren wurde eine Brandschicht beschrieben, die mutmaßlich mit dem Zweiten Markgrafenkrieg in Verbindung gebracht wird. Dem liegen allerdings keine handfesten Beweise zugrunde, so sind weder Funde aus der Schicht belegt, noch radiometrische Datierungen wie 14C-Daten ermittelt worden. Andere Autoren bezweifeln diese Zerstörungen und führen Rechnungen aus der Zeit des Krieges an. 1560 wurde ein Vertrag zwischen Kaiser Ferdinand I., zugleich König von Böhmen, und dem Nürnberger Rat geschlossen, gegen Zahlung von 1500 Talern den Besitz für die Reichsstadt weitere 25 Jahre fortzuschreiben. Diese Garantie war vermutlich dafür gedacht, Nürnberg eine Motivation für die Sanierung der nach wie vor nur per Pfandbrief geliehenen Burg zu geben. Die wesentliche Sanierung und der weitere Ausbau erfolgten erst 1595. Im Jahre 1624 übertrug Kaiser Ferdinand II. der Stadt Nürnberg schließlich den Pfandbesitz über Hiltpoltstein als böhmisches Lehen, was einer Verstetigung des Besitzes gleichkam.
Der Architekt und frühe Archäologe Carl Haller von Hallerstein wurde 1774 als Sohn des Pflegers in dessen Amtswohnung im Pflegschloss geboren. In einer kurzzeitigen Funktion als Nürnberger Bauinspektor verfasste er im Jahre 1807 ein Gutachten zum baulichen Zustand der Burg Hiltpoltstein.

### Jüngere Geschichte (seit 1806)

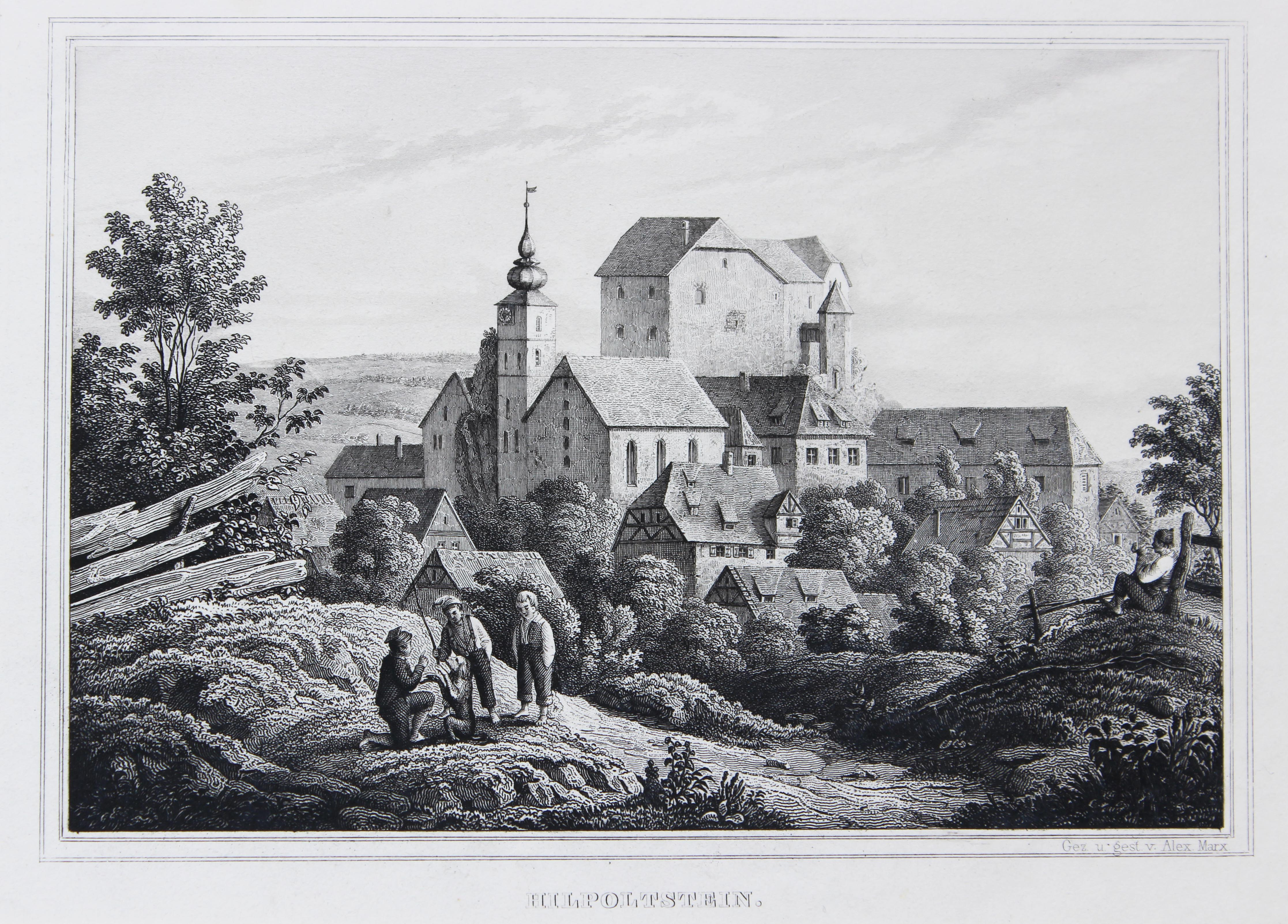
Hiltpoltstein (Stahlstich von Alex Marx, 1843)

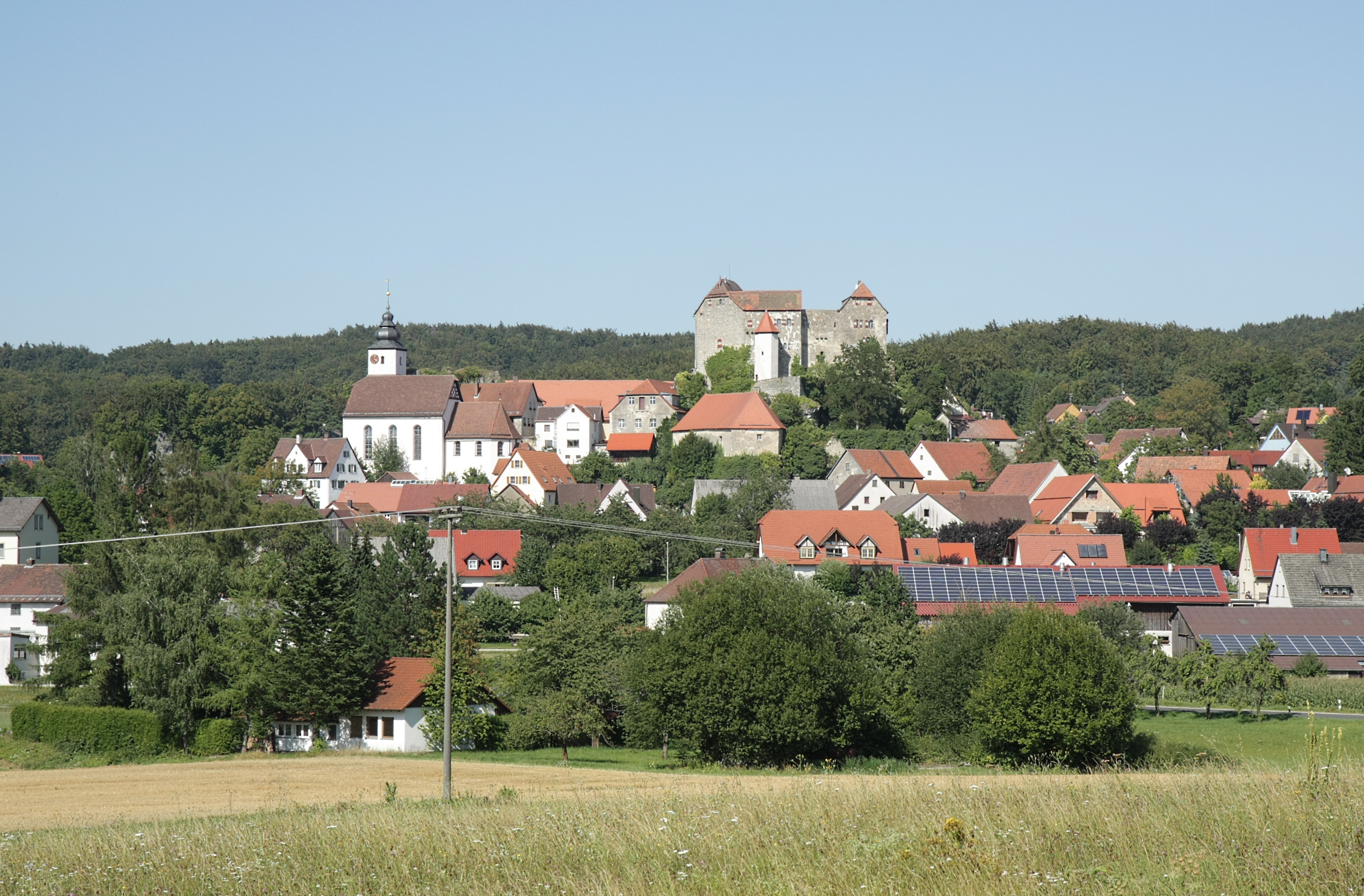
Ansicht von Markt und Burg Hiltpoltstein von Südwesten

Im Königreich Bayern lösten neue Landgerichte die Pflegämter ab. Das Hiltpoltsteiner Pflegschloss, das bereits seit Jahren nicht mehr als Amtssitz genutzt worden war, wurde von Nürnberg zum Jahresende 1807 offiziell aufgegeben. Von 1808 bis 1810 war Hiltpoltstein infolge mehrerer Verwaltungsreformen zunächst dem Landgericht Gräfenberg im Pegnitzkreis, ab 1810 dem Rezatkreis und ab 1817 dem Obermainkreis zugeordnet.
Burg und Schloss wurden an einen ortsansässigen Maurermeister und von diesem an den Gastwirt Georg Schmidt verkauft. Durch fehlende Investitionen verwahrloste die Burg völlig, unter anderem fehlten ganze Dächer. 1841 wurde im „Korrespondent von und für Deutschland“ bereits der Abriss der stark baufälligen Burg angezeigt, was nur durch Investitionen von König Ludwig I. verhindert wurde. Nach der Rückführung in königlich-bayerischen Besitz wurde sie 1843 saniert und anschließend Sitz der lokalen Forstverwaltung. In der zweiten Hälfte des 19. Jahrhunderts profitierte die Burg Hiltpoltstein von der aufkommenden Burgenromantik und hatte viele auswärtige Besucher, wie im von 1843 bis 1965 geführten Gästebuch dokumentiert ist.
Die Burg ist als Baudenkmal D-4-74-138-6 in die Bayerische Denkmalliste eingetragen, das Pflegschloss als Baudenkmal D-4-74-138-3. Der Ortskern von Hiltpoltstein ist als Denkmalensemble E-4-74-138-1 geschützt, der gesamte Burgbereich mit den untertägigen Bauteilen zusätzlich als Bodendenkmal D-4-6333-0217. In den 1960er Jahren war der Freistaat Bayern daran interessiert, die Burg aus Kostengründen als staatliche Immobilie abzustoßen. 1966 wurde sie für 81.500 DM an den Nürnberger Unternehmer Josef Weber verkauft. Dieser veranlasste bis 1972 umfangreiche Sanierungsarbeiten, wie die Freilegung und Befestigung der Fundamente des Bergfrieds, die Wiederherstellung des großen Saales und der Kemenate im Ostflügel sowie der Kapelle im Südflügel, schließlich das Freiräumen der Keller von meterdickem Schutt.
Seit den 1970er Jahren wechselten Burg und Pflegschloss mehrfach den Besitzer, ohne dass wesentliche Veränderungen am Bauzustand zu verzeichnen sind. Nach einer Eigentümer-Insolvenz wurde die Burg von 2006 bis 2013 treuhänderisch verwaltet. Der in dieser Zeit bestehende Förderverein zum Erhalt der Burg Hiltpoltstein e. V. bot zwischen 2010 und 2013 monatlich Führungen an. Im Pflegschloss organisierte der Verein zu dieser Zeit Ausstellungen lokaler Künstler. 2013 wurden Burg und Pflegschloss wieder in private Hand verkauft, 2016 wechselten sie erneut den Eigentümer.
Einen öffentlichen Zugang gibt es seitdem nicht mehr, die Burg war in einigen Jahren nur am Tag des offenen Denkmals zu besichtigen.